# Gerhard Homuth
Gerhard Homuth, né le 20 septembre 1914 à Kiel et mort le 2 août 1943 vers Orel, est un pilote de chasse allemand.
Il est crédité de 63 victoires pendant la Seconde Guerre mondiale.
Il a combattu dans la guerre du désert aux côtés de l'as Hans-Joachim Marseille avant de trouver la mort sur le Front de l'Est.